# Willi Wottreng
Willi Wottreng (* 27. Oktober 1948 in Kreuzlingen) ist ein Schweizer Schriftsteller und Journalist. Schwerpunkte seiner Arbeit sind Alltagskultur, Kriminalgeschichte und Menschen am Rand der Gesellschaft.

## Leben
Wottreng besuchte von 1961 bis 1967 die Kantonsschule Freudenberg in Zürich und schloss mit der altsprachlichen Matura ab. Anschliessend begann er ein Studium der Geschichte an der Universität in Zürich. 1971 schloss er sein Studium als Magister artium an der Universität in Marburg in Philosophie, Politikwissenschaft und Geschichte ab.
Während seines Studiums wurde Wottreng Redaktor des Blattes Zürcher Student und Vorstandsmitglied des Verbandes Schweizerischer Studentenschaften VSS. Er war Aktivist der 68er-Bewegung und später Funktionär der maoistischen Kleinpartei Kommunistische Partei der Schweiz/Marxisten-Leninisten (KPS/ML).
Wottreng wirkte von 1971 bis 1978 als Lehrer für allgemeinbildende Fächer an der Gewerbeschule Zürich und eröffnete 1979 eine Buchhandlung für Arbeiterliteratur. Er arbeitete dann jahrelang als Journalist und Redaktor.
Als einstiger 68er ist Wottreng einer der Protagonisten im Dokumentarfilm «My Generation» der Regisseurin Veronika Minder, 2012.
Von 2000 bis 2017 war Wottreng Vorstandsmitglied der Gesellschaft Minderheiten in der Schweiz.
Im November 2020 wurde Wottreng als nachrückender Kandidat auf der Liste der politischen Gruppierung AL Alternative Liste (Schweiz) Mitglied des Gemeinderates der Stadt Zürich (Stadtparlament), er blieb es bis April 2022.

## Journalist und Buchautor
1987 begann Wottreng wieder zu schreiben und wurde Alleinredaktor des Kundenblattes Bahnhofblatt der Schweizerischen Bundesbahnen. 1993 trat er ins Pressebüro puncto ein, wo er als freier Journalist Artikel für verschiedene Schweizer Blätter verfasste. 1994 bis 1998 arbeitete er zudem auf der Pressestelle der Universität Zürich und half in der Funktion des Redaktors, das Magazin Uni-Report zu entwickeln, das 1998 von der Schweizerischen Akademie der Naturwissenschaften ausgezeichnet wurde.
1997 wechselte er zur Weltwoche, er betreute nacheinander die Bereiche Forum, Extra und Inland. Die Anstellung bei der Weltwoche wurde 2001 vom neu zum Chefredaktor berufenen Roger Köppel gekündigt. 2002 kam Wottreng als Redaktor zur NZZ am Sonntag im Ressort Hintergrund und Meinungen. Dort verfasste er vor allem Nachrufe, wovon eine Auswahl in Buchform erschien. In einem Rückblick auf Wottrengs Wirken schrieb das Blatt 2013: «Mit dieser Rubrik führte er in der ‹NZZ am Sonntag› die angelsächsische Tradition des ‹obituary›, des Nachrufs, als Textgattung in den Schweizer Journalismus ein.»
Der Buchautor Wottreng ist Mitglied des Deutschschweizer PEN-Zentrums.

## Geschäftsführer der Jenischen Radgenossenschaft
Seit 1. Oktober 2014 wirkt er als Geschäftsführer der Radgenossenschaft der Landstrasse, der Dachorganisation der Jenischen und Sinti in der Schweiz. In dieser Eigenschaft war er 2015 Mit-Initiant der Petition für die «Anerkennung der Jenischen und Sinti als nationale Minderheiten und ihre Benennung gemäss der Selbstbezeichnung der Minderheiten», die vom Bundesrat zustimmend beantwortet wurde und 2016 zur Anerkennung der Jenischen und Sinti als nationale Minderheit führte.
In seiner Publikation «Graue Flecken in Familiengeschichten» verortet sich Wottreng als Nachfahre von Auswanderern aus Lothringen ins Banat und einer Lothringer Bevölkerung, die vermischt war mit Jenischen und Sinti.
Wottreng initiierte und leitete eine Arbeitsgruppe, welche 2023 ein Schullehrmittel über Jenische, Sinti und Roma herausgab, das nach dem Prinzip erarbeitet wurde «Nichts über uns ohne uns» und das deshalb als pionierhaft gilt.

## Literarisches und künstlerisches Schaffen
2015 erschien Wottreng erster Roman («Lülü»). Sein zweiter Roman («Denn sie haben daran geglaubt», 2017) behandelt das Thema der alternden Achtundsechziger. 2018 erschien im Bilgerverlag sein dritter Roman «Deskaheh - Ein Irokese am Genfersee» mit dem Zusatz «Eine wahre Geschichte». Sein vierter Roman thematisiert die in der Literatur wenig beachtete jenische Kultur: «Jenische Reise».
Als Künstler im Bereich Acrylmalerei und Plastik (Maskenobjekte) figuriert Wottreng im Schweizerischen Lexikon der Kunst von Sikart.

## Wirkungen
Die Stoffe, die Wottreng aufgreift, führen regelmässig zu Debatten oder werden von anderen Kulturschaffenden weiter interpretiert:
- Mit seinem Buch «Hirnriss» (1999) stiess er eine öffentliche Debatte über Zwangsmassnahmen in der Psychiatrie und die Tätigkeit der Psychiater Auguste Forel und Eugen Bleuler an der psychiatrischen Klinik Burghölzli in Zürich an.[12]
- Sein Buch «Die Millionärin und der Maler» führte zur öffentlichen Würdigung der Patrizierin Lydia Welti-Escher als Kunstmäzenin; Wottreng hielt die Laudatio im Kunsthaus Zürich bei der Taufe eines nahen Platzes zu ihren Ehren.[13] Der Schriftsteller Lukas Hartmann erklärt im Nachwort zum Roman «Ein Bild von Lydia», dass Wottreng mit seiner Arbeit über Welti Escher einer von drei Autoren gewesen sei, die ihn «inspiriert» hätten.[14]
- Das Buch «Deubelbeiss & Co» diente als Grundlage für ein Theaterstück des Theaters am Bahnhof in Reinach AG – an einem der Tatorte dieses kriminalistischen Geschehens.[15] Angekündigt ist ein Gangsterfilm, der auf dem Buch «Deubelbeiss & Co» basiert.[16]
- Das Buch «Farinet» war Grundlage für eine Theaterinszenierung 2010 im Freilichtmuseum Ballenberg über den Geldfälscher Farinet.[17] Der Rezitator Franziskus Abgottspon und die Musikerin Helena Rüegg realisierten eine Interpretation als Ballade.[18]
- Wottrengs Buch über den Rockerboss Tino diente als Basis für den Film von Adrian Winkler, «Tino – Frozen Angel», der 2014 an den Solothurner Filmtagen Premiere feierte.[19]
- Sein Buch «Lady Shiva» gab einen «Anstoss» zur Entstehung des Films «Glow», so die Formulierung im Abspann des Films, und trug zur Recherche der Regisseurin Gabriel Baur bei.[20]

## Ehrungen
- 1994 – Zürcher Journalistenpreis für einen Text über den 31er Multikulti-Bus in Zürich.
- 1997 – Kulturelle Ehrengabe der Stadt Zürich für das Buch zur Zürcher Kriminalgeschichte Nachtschattenstadt
- 2003 – Werkbeitrag der Pro Helvetia für das Buch Die Millionärin und der Maler
- 2006 und 2008 – Auszeichnung als Kulturjournalist des Jahres 2006 bzw. 2007 (je dritter Rang) durch die Fachpublikation Schweizer Journalist
- 2019 – Einladung zur Lesung als Schriftsteller an die 41. Solothurner Literaturtage

## Ausstellungen
- 1991 – DDR – Deutsche Dekorative Restbestände, Ausstellung zur Alltagskultur der DDR, im Kunsthaus Oerlikon, Zürich
- 1992 – Überlebenskunst, Ko-Kurator, Ausstellung Zürcher Künstlerinnen und Künstler, in der Zivilschutzanlage Antoniusschacht, Zürich
- 2002 – Nomaden in der Schweiz, Ausstellung mit Fotos von Urs Walder über Jenische, im Stadthaus Zürich
- 2005 – zunderobsi – Revolutionäre Zürcher/Innen, historische Ausstellung mit dem Gestalter Heinz Kriesi im Stadthaus Zürich
- 2008 – kriminell – Zürcher Kriminalgeschichte als Spiegel ihrer Zeit, Ausstellung mit dem Gestalter Heinz Kriesi im Stadthaus Zürich
- 2011 – Zürich bewegt – Eine Stadtgeschichte in Bildern, Ausstellung mit dem Gestalter Heinz Kriesi im Stadthaus Zürich
- 2013 – Der Arbeiter-Kaiser, August Bebel 1840–1913, Ausstellung im Friedhofs-Forum der Stadt Zürich
- 2015 – Skizzen kritzeln – Wenn die Hand denkt, Ko-Kurator, Ausstellung im Forum Schlossplatz Aarau
- 2016 – Deine unbekannten Nachbarn  – Die Jenischen und die Sinti, Wanderausstellung der Radgenossenschaft der Landstrasse, mit dem Gestalter Heinz Kriesi und dem Illustrator Markus Roost[21]
- 2019 – Kleine Weltgeschichten auf Leinen, Ausstellung mit Acryl-Gemälden von Willi Wottreng im Kulturraum des Letzibades Zürich («Max-Frisch-Bad»), kuratiert von Sascha Serfözö
- 2024 – Jenisches Panorama, Ausstellung mit iPad-Gemälden von Willi Wottreng zum Alltag von Jenischen in der Stadtgalerie Chur.

## Sachbücher und Biografien (Auswahl)
- Zeitgenosse (Autobiographie), Eigenverlag, 1988 (Zentralbibliothek Zürich u. a.)
- Hirnriss. Wie die Irrenärzte August Forel und Eugen Bleuler das Menschengeschlecht retten wollten. Weltwoche-Verlag, 1999, ISBN 3-85504-177-6.(Zur Geschichte der Zürcher Zwangspsychiatrie)
- Ein einzig Volk von Immigranten. Die Geschichte der Einwanderung in die Schweiz. Orell Füssli Verlag, Zürich 2000, ISBN 3-280-02652-0.
- Tino – König des Untergrundes. Die wilden Jahre der Halbstarken und Rocker. Orell Füssli Verlag, Zürich 2002, ISBN 3-280-02821-3. (Biographie des Hells-Angels-Gründers Martin Schippert)
- Die Millionärin und der Maler. Die Tragödie Lydia Welti-Escher und Karl Stauffer-Bern. Orell Füssli Verlag, Zürich 2005, ISBN 3-280-06049-4.
- Kleine Weltgeschichten – 100 Nachrufe. Orell Füssli Verlag, Zürich 2006, ISBN 3-280-06071-0.
- Deubelbeiss & Co – Wie ein Gangsterduo die Schweiz in Schrecken versetzte. Orell Füssli Verlag, Zürich 2007, ISBN 978-3-280-06095-7. Vollständig überarbeitete Neuausgabe: «Deubelbeiss» Elster-Verlag, Zürich 2017, ISBN 978-3-906065-99-1.
- Zürich, Langstrasse – Vivarium 4. Mit Fotos von Stefan Süess, Walkwerk, Zürich 2008, ISBN 978-3-905863-02-4.
- Farinet. Die phantastische Lebensgeschichte des Schweizer Geldfälschers, der grösser tot war als lebendig. Orell Füssli Verlag, Zürich 2008, ISBN 978-3-280-06113-8. (Biographie eines Geldfälschers)
- Verbrechen in der Grossstadt. Kindsmörder, Hochstapler, Drogendealer – eine Kriminalgeschichte der Stadt Zürich. Orell Füssli Verlag, Zürich 2009, ISBN 978-3-280-06118-3.
- Zigeunerhäuptling. Vom Kind der Landstrasse zum Sprecher der Fahrenden – Das Schicksal des Robert Huber. Orell Füssli Verlag, Zürich 2010, ISBN 978-3-280-06121-3. (Geschichte des jenischen Präsidenten der Radgenossenschaft)
- Zürich bewegt. Eine Stadtgeschichte in Bildern. (Bild- und Textband) Elster-Verlag, Zürich 2011, ISBN 978-3-907668-86-3 und ISBN 978-3-907668-87-0.
- Lady Shiva. Aufbruch auf High Heels.  Elster-Verlag, Zürich 2013, ISBN 978-3-906065-05-2. (Porträt einer legendären Prostituierten der 1970er Jahre)
- Lydia Welti-Escher. Eine Frau in der Belle Epoque. Elster-Verlag, Zürich 2014, ISBN 978-3-906065-22-9.
- Einmal richtig spinnen können. Der Künstler-Maskenball in Zürich. (Bild- und Textband), Elster-Verlag, Zürich 2015, ISBN 978-3-906065-35-9.
- Graue Flecken in Familiengeschichten. (Untertitel: Zwei Studien über jenische Milieus in der frühen Neuzeit), Chalamala-Verlag, Zürich 2018, ISBN 978-3-033-06675-5.

## Romane
- Lülü. (Roman, eine Schelmengeschichte),  Bilger-Verlag, Zürich 2015, ISBN 978-3-03762-049-6.
- Denn sie haben daran geglaubt. (Roman über alternde Achtundsechziger), Bilger-Verlag, Zürich 2017, ISBN 978-3-03762-065-6.
- Ein Irokese am Genfersee. (Untertitel: Eine wahre Geschichte), Bilger-Verlag, Zürich 2018, ISBN 978-3-03762-073-1.
- Jenische Reise. (Untertitel: Eine grosse Erzählung), Bilger-Verlag, Zürich 2020, ISBN 978-3-03762-087-8.
- Die Brigantinnen. Kriminalkomödie, Bilger-Verlag, Zürich 2023, ISBN 978-3-03762-105-9.
- Unter Druck. Roman, Geparden-Verlag, Zürich 2025, ISBN 978-3-907406-16-8.

## Buchbeiträge (Auswahl)
- Sterben unter den Gastlosen (Ueber den Friedhof Jaun und den Schnitzler Walter Cottier). In: Der Alltag – Die Sensationen des Gewöhnlichen, 1989/Nr. 2, S. 146 – 153 (mit 32 Abbildungen).

- Sulzer – eine Familiengeschichte, in: Hans-Peter Bärtschi (Hrsg.) Industriekultur in Winterthur, Basis: Produktion, Neujahrsblatt der Stadtbibliothek Winterthur, Band 333, Zürich 2002, S. 112–120. ISBN 978-3-0340-0578-4.

- Saïda Keller-Messahli (Porträt), in: Mutter, wo übernachtet die Sprache? Limmatverlag, Zürich 2010, S. 84–92, ISBN 978-3-85791-615-1.

- Sittenbilder einer Stadt. Willy Fries (Maler, 1881), in: Sigismund Righini, Willy Fries, Hanny Fries. Eine Künstlerdynastie in Zürich 1870–2009, hg. Stiftung Righini-Fries, Zürich 2018, S. 177–213, ISBN 978-3-85881-601-6.

- Die Sterne hängen nicht zu hoch. Zur Anerkennung der Jenischen in der Schweiz und in Europa (Zusammen mit Daniel Huber) in: Gaismair-Jahrbuch 2021, «Ohne Maske», hg.: Elisabeth Hussl/Martin Haselwanter/Horst Schreiber, Studienverlag, Innsbruck 2021, S. 96–102, ISBN 978-3-7065-6081-8

- Walter Wegmüller: Ein Verdingkind malt sich ins Reich der Freiheit. Der Weg eines Kunstmalers, Geschichtenerzählers und Minderheitensprechers in: Projekt Schweiz. Vierundvierzig Porträts aus Leidenschaft. Hg.: Sefan Howald. Unionsverlag, Zürich 2021, S. 412–421, ISBN 978-3-293-00578-5

- Das Nashorn und andere Vögel  (Die sogenannten Konkreten und der Zürcher Künstlermaskenball) in: Kreis! Quadrat! Progress! Zürichs konkrete Avantgarde. Max Bill, Camille Graeser, Verena Loewensberg, Richard Paul Lohse und ihr Umfeld, hg. Thomas Haemmerli und  Brigitte Ulmer, Scheidegger & Spiess, Zürich 2024, S. 208–2011, ISBN 978-3-03942-163-3 bzw. ISBN 978-3-03942-164-0.

- Kleine Leute in einer grossen Wanderbewegung. Eine Familiengeschichte, die ins österreichisch-ungarische Banat und nach Lothringen führt. (Sozialgeschichte der Familie des Autors). In: Gaismair-Jahrbuch 2025, «Das Jubiläum», hg.: Elisabeth Hussl/Horst Schreiber, Studienverlag, Innsbruck 2024, S. 229–243, ISBN 978-3-7065-6431-1

- Die Erfahrungen der Minderheiten gehören in die Erinnerungskultur der Mehrheit / The Experiences of Minorities Belong in the Culture of Remembrance of the Majority, in: A future for whose past?", Hg. ICOMOS Suisse / ETH Zürich Construction Heritage and Preservation, Verlag Hier und Jetzt, Zürich 2025, S. 311–321, ISBN 978-3-03919-642-5

- Jenisches Gedicht. Zum Sprechen, Schreien, Flüstern, Singen, in: Orte, Schweizer Literaturzeitschrift, Nr. 232, August 2025.